# Blidcza
Blidcza (ukr. Блідча) – wieś na Ukrainie, w obwodzie kijowskim, w rejonie wyszogrodzkim, w hromadzie Iwanków. W 2001 liczyła 683 mieszkańców, spośród których 674 wskazało jako ojczysty język ukraiński, a 9 rosyjski.